# Narbe (Wundheilung)

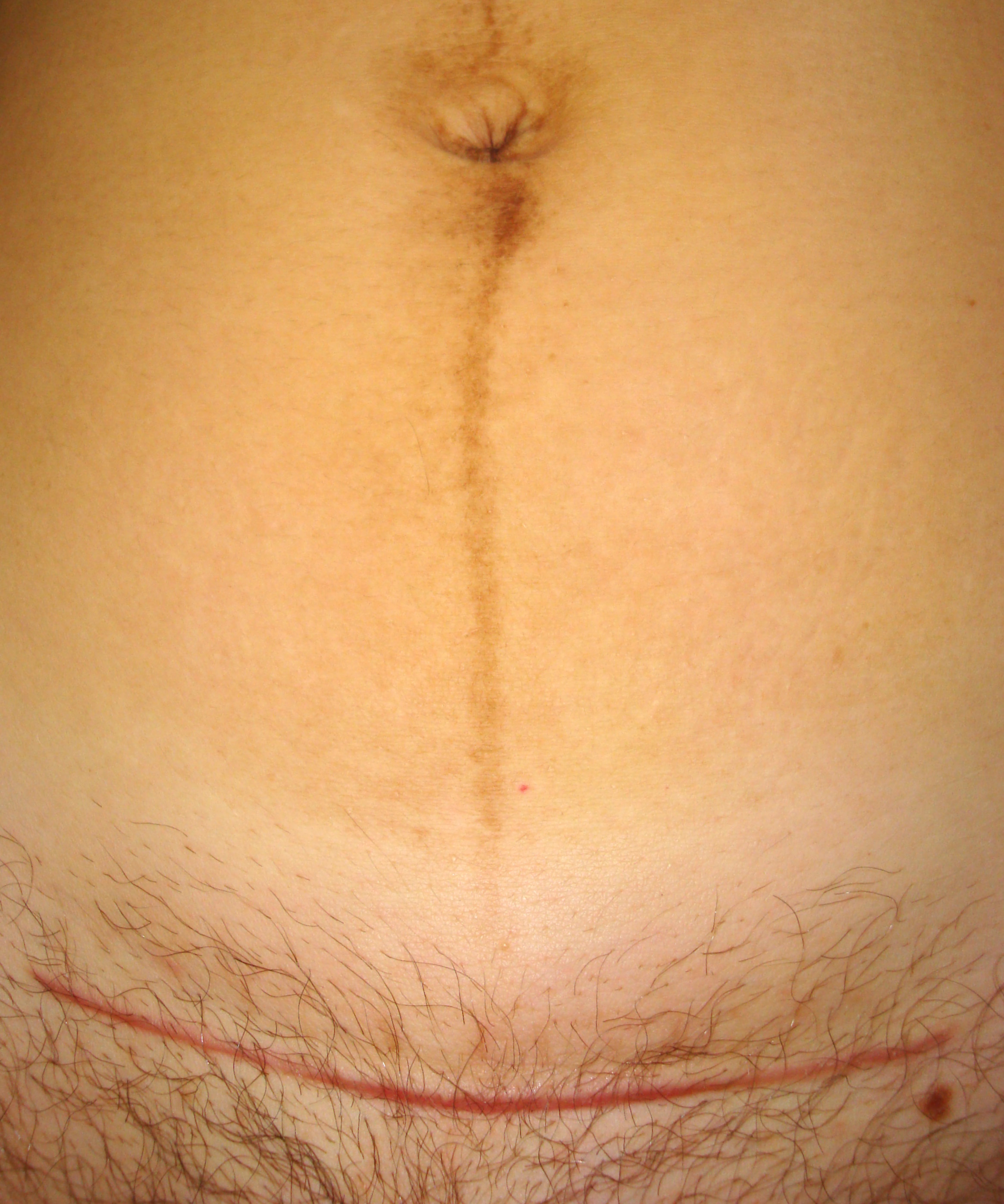
Frische Narbe nach einem Kaiserschnitt (unten) und Linea nigra (oben)

Als Narbe (lateinisch Cicatrix, altgriechisch ule) wird nach Zerstörung des kollagenen Netzwerks der Haut ein faserreiches Ersatzgewebe (Fibrose) bezeichnet, das einen Endzustand der Wundheilung darstellt. In Narben ist das Kollagen nicht mehr komplex verflochten, sondern parallel angeordnet. Hautanhangsgebilde wie Talg- oder Schweißdrüsen fehlen.
Bei traumatischen und andersartigen Läsionen mit Durchtrennung oder Verlust von Gewebe wird die Wunde zunächst durch ein Fibrinkoagel verschlossen, in der Folge werden Entzündungszellen rekrutiert. Es bildet sich dann ein Granulationsgewebe, welches schließlich durch kollagenreiches Bindegewebe ersetzt wird, das sich im weiteren Heilungsverlauf strafft. Daneben kommt es zu einer Reepithelisierung der Hautoberfläche. Den Prozess der Narbenbildung nennt man Ulosis.
Komplikationen während der Wundheilung wirken sich negativ auf die Heilung aus. Bezüglich der auffälligen Narbenbildung kann unterschieden werden zwischen atrophen Narben, Narbenkontrakturen, hypertrophen Narben und Keloiden.

## Haut
Oberflächliche Läsionen der Oberhaut heilen folgenlos im Sinne einer „restitutio ad integrum“ ab. Solche oberflächlichen Wunden, die etwa durch Abschürfung oder Sonnenbrand entstehen, heilen in dem regenerativen Prozess der Epithelialen Wundheilung narbenlos unter Wiederherstellung des geschädigten Gewebes innerhalb weniger Tage ab. Eine Narbe entsteht bei Verletzungen der Haut nur, wenn die Lederhaut verletzt wurde. Weil das Narbengewebe zu Beginn noch von vielen Blutgefäßen (Angiogenese) durchzogen wird, weist es eine rote Farbe auf. Mit dem weiteren Umbau bilden sich die Blutgefäße zurück, während der Anteil der kollagenen Fasern zunimmt. Damit steigt einerseits die Reißfestigkeit der Narbe, andererseits wird sie jetzt heller als das umliegende Gewebe, da im Narbengewebe die Melanozyten (zumindest zunächst, unter Umständen aber auch dauerhaft) fehlen. Trotz der vielen kollagenen Fasern stellt eine Narbe jedoch ein minderwertiges Gewebe dar. Bei starken Belastungen können im späteren Leben Narbenbrüche entstehen.

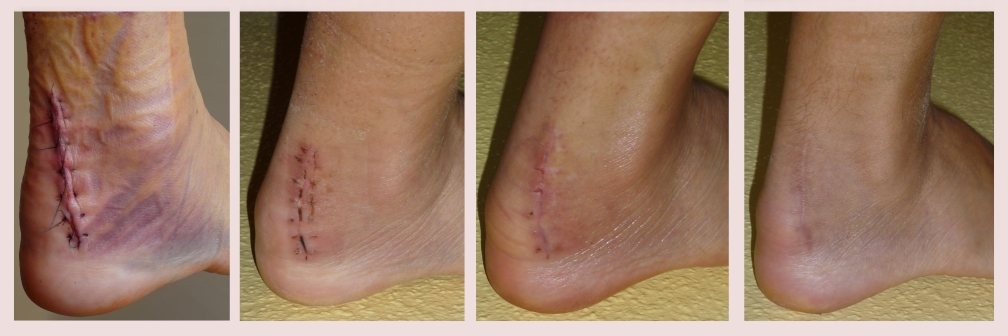
Heilungsverlauf einer Fersen-OP nach 2 Tagen, 15 Tagen, 20 Tagen, 6 Monaten

Während Melanozyten wieder einwandern können, spielen Reste von Haarfollikeln, Talg- oder Schweißdrüsen mit ihrem Epithelgewebe zunächst eine wichtige Rolle bei der Reepithelisierung der Hautoberfläche. Sind diese Reste untergegangen, werden sie nicht neu gebildet und fehlen in der Folge in einer Narbe dauerhaft.
Besondere Formen sind das Keloid und die hypertrophe Narbe.

## Narben anderer Organe
Auch bei Schädigungen anderer Organe werden deren abgestorbene gewebstypischen Zellen durch ein narbiges Bindegewebe ersetzt.
Nach einem Herzinfarkt sterben die Herzmuskelzellen ab. Die Größe der entstehenden Narbe bewirkt eine eingeschränkte Pumpleistung des Herzens und kann zu Herzrhythmusstörungen führen. Nach einer Nierenbeckenentzündung kann es zu bleibenden Narben in den Nieren kommen, wenn sie zu spät medikamentös behandelt wird. Nierennarben können Bluthochdruck verursachen.
Am Auge kann eine Hornhautnarbe (etwa als Leukom) auftreten.

## Narbenbehandlung
Eine gute Versorgung der Wunde während der Wundheilung kann die Narbenbildung im Hinblick auf Aussehen und Funktionalität positiv beeinflussen, sie aber nicht vollständig verhindern. Sogenannte Wundverschlusspflaster und Gewebekleber kommen bei primär und sekundär heilenden Wunden zum Einsatz, bewahren die Wundränder vor Schädigung und Traumatisierung und ermöglichen einen schmerzfreien Wundverschluss unter geringer Narbenbildung. Die hierbei verwendeten Hautkleber sind hochviskos und relativ einfach aufzutragen.
Da der frischen Narbe Melanozyten fehlen, bildet sie weniger Melanin als die umgebende Haut und reagiert daher empfindlich auf UV-Strahlung.
Eine Narbennachbehandlung, die Narben gänzlich eliminieren würde, ist bis heute nicht möglich. Vorhandene, überschießende Narben können aber mittels Narbenmobilisierung oder invasiver Verfahren (etwa Laser, Operation, Stickstoffvereisung oder Dermabrasion) gebessert werden; bei den operativen Verfahren bestehen aber Risiken der Narben-Neubildung.
Narben können auch durch monatelanges, täglich mehrmaliges Einmassieren spezieller Narbencremes (beispielsweise silikonhaltige Gele oder eine Kombination aus Heparin, Allantoin und Zwiebelextrakt) behandelt werden; dabei wird zur Unterstützung der Wirksamkeit Heparin-haltiger Narbengele auch Ultraschall verwendet. Auch Narbenpflaster (insbesondere Silikonauflagen, vor allem bei hypertrophen Narben, oder auch Klebebänder mit Mikroporen) kommen zur Verringerung von Narbenwülsten und bei Verbrennungen zum Einsatz. Zur Wirkung dieser Verfahren gibt es widersprüchliche Ergebnisse.
Bei großflächigen Verletzungen (wie Brandverletzungen) werden Kompressionsverbände, die monate- oder jahrelang getragen werden sollen, eingesetzt.